# Костёл Святого Креста (Варшава)
Костёл Святого Креста (Kościół Świętego Krzyża) — храм в Варшаве, расположенный на улице Краковское предместье, принадлежащий католическому ордену лазаристов.
В колоннах храма захоронены урны с сердцами Фредерика Шопена и Владислава Реймонта. 

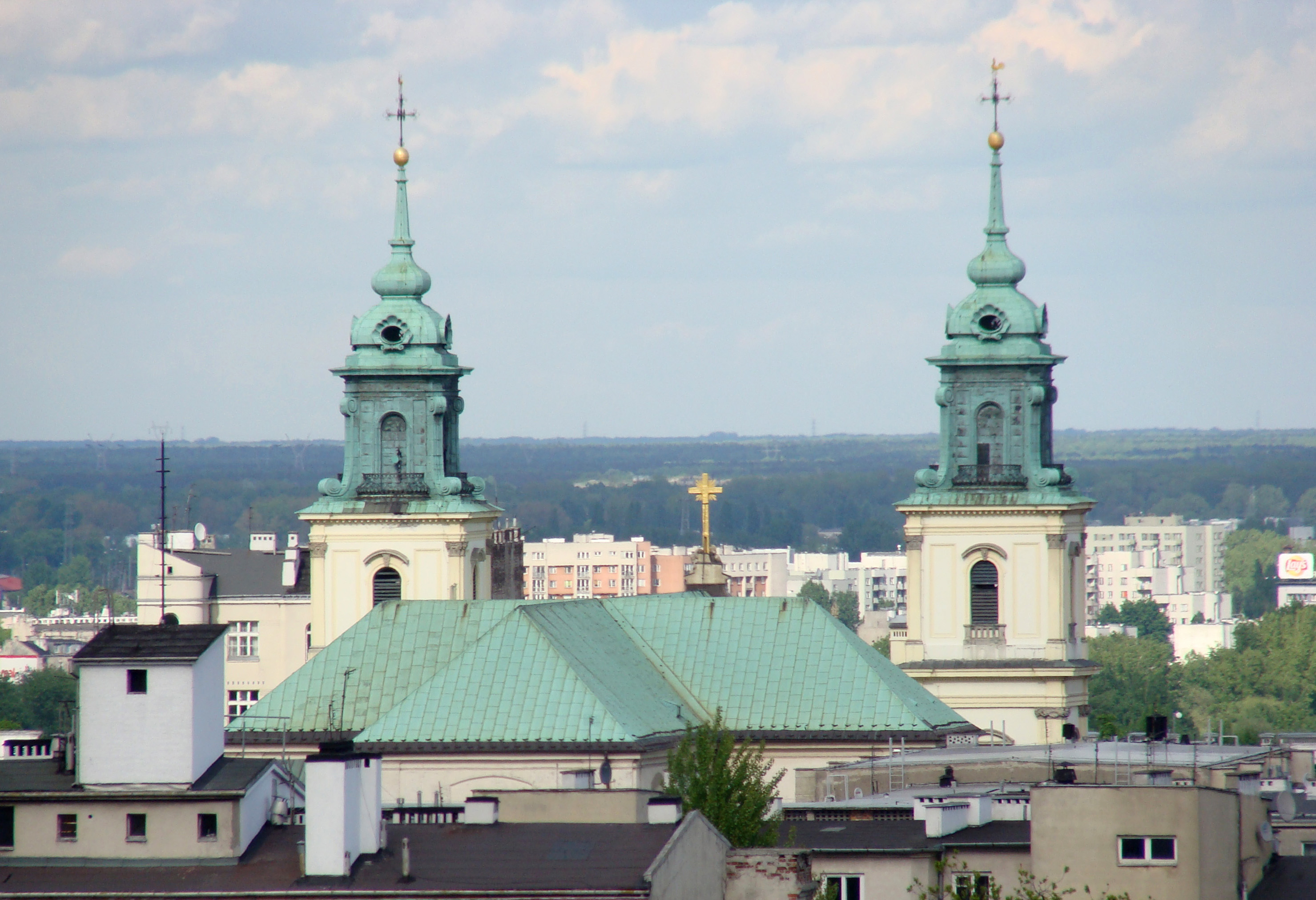
Медные крыши и колокольни церкви, 2008 год

## История
В начале XVI века на этом месте, за чертой города, стояла часовня Святого Креста, упоминания о которой датируются 1510 годом. В 1526 году деревянная церковь, принадлежавшая кафедре св. Иоанна Крестителя, была снесена ради постройки новой. В 1596 году Варшава стала столицей Польши, и довольно скоро небольшое здание перестало удовлетворять потребностям растущего населения. В 1615 году церковь была перестроена и расширена Павлом Зембжуским, став одним из главных храмов южного предместья города.
В 1653 году королева Людовика Мария передала здание французской монашеской конгрегации Викентия де Поля, и церковь стала центральным храмом лазаристов в Польше. Три года спустя, когда Варшава была захвачена шведскими войсками, церковь была разграблена и сильно повреждена. В правление короля Яна Собеского было решено снести руины и воздвигнуть новое здание.
Здание храма было возведено в 1679—1696 годах по проекту придворного архитектора Джузеппе Беллотти. Его первоначальный вид был относительно скромным и напоминал ренессансные фасады близлежащих церквей. Две фланкирующие башни, квадратные в плане, имели простую форму. Работы финансировались аббатом Казимиром Щукой и примасом Михаилом Радзиевским, который и освятил церковь 14 октября 1696 года. Главный алтарь (Ołtarz Ojczyzny), символизирующий национальное единство, был выполнен около 1700 года по проекту Тилмана Гамерски.
В 1688 году, ещё до окончания строительства, храм был отдан варшавскому Братству св. Роха. В начале XVIII века в храме по ходатайству приходского священника Михала Тарло и монахов братства зародилась традиция Gorzkie żale — особых страстных богослужений во время Великого поста. Впервые такая служба состоялась 13 марта 1707 года. В том же году тексты гимнов были опубликованы, что способствовало распространению традиции по всей Польше.
В 1725—1737 годах фланкирующие фасад башни были увенчаны куполами в стиле позднего барокко по проекту Жозефа Фонтана. В 1756 году сын архитектора Якуб Фонтана разработал новый фасад здания. Украсившие его скульптуры были выполнены Иоганном Плершем. В этот период приходским священником храма был Пётр Сливицкий.
В период раздела Польши костёл приобрёл большое значение. Его неоднократно посещал король Станислав II Август. В 1765 году он учредил Орден Святого Станислава и вручал его здесь 8 мая ежегодно. 3 мая 1792 года, в первую годовщину принятия Конституции 3 мая, в храме собрался польский сейм. В 1794 году во время Варшавского восстания лестница, ведущая к главному входу, была разрушена и ее пришлось заменить новой по проекту Кристиана Айгнера.

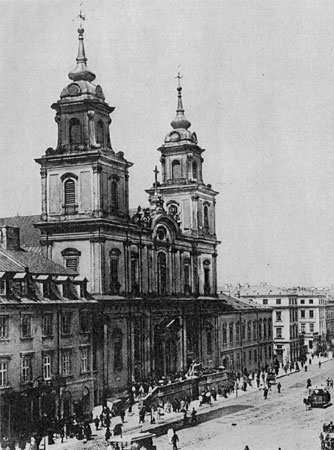
Костел Святого Креста, 1890-е годы

В 1858 году перед храмом была установлена статуя Иисуса Христа, несущего крест, отлитая из бетона в мастерской Ферранте Маркони по проекту Анджея Прушинского на средства Анджея Замойского. Надпись Sursum Corda («Поднимите свои сердца»), символизировала стойкость поляков после раздела страны под российским правлением.
В 1861 году, когда Польшу охватили волнения, приведшие к восстанию 1863 года, перед храмом состоялась демонстрация, разогнанная казачьими войсками.
В Рождество 1881 года после ложного предупреждения о пожаре в переполненном людьми костёле началась паника, которая привела к гибели в давке двадцати девяти человек. Распространились слухи, что панику подняли воры, чтобы легче ограбить прихожан, и якобы два таких карманника-еврея были пойманы в костёле. Негодование, вызванное этими ложными слухами, привело к Варшавскому погрому, в результате которого погибли ещё 2 человека, 24 получили ранения. На улицах, примыкающих к костёлу, толпа начала нападать на евреев, еврейские фирмы, магазины и жилые дома. Беспорядки продолжались в течение трех дней, 25—27 декабря, пока не вмешались российские власти, арестовав 2600 человек. Погромы привели к материальному ущербу многих еврейских семей и привели к тому, что в последующие месяцы около тысячи варшавских евреев эмигрировали в США. 

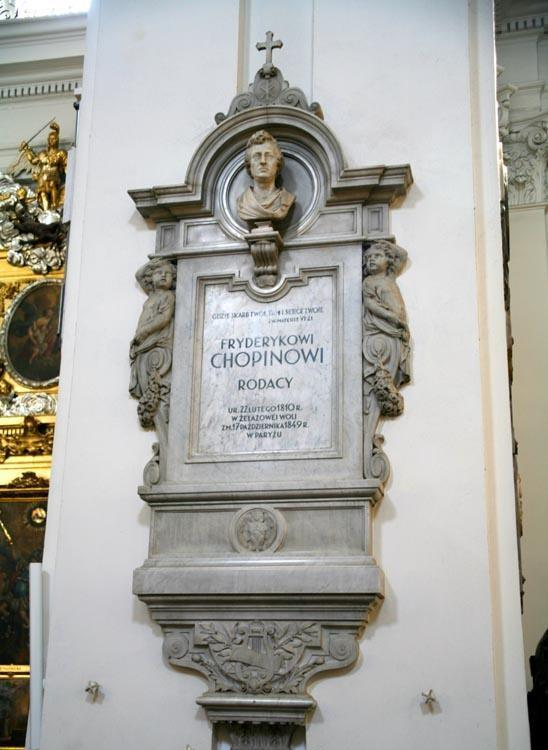
Захоронение сердца Шопена

В конце XIX века интерьер церкви реставрировался. В 1882 году в одну из колонн была замурована урна с сердцем композитора Фредерика Шопена (эпитафия из каррарского мрамора выполнена в 1880 году Леонардом Маркони). В 1929 году в храме было захоронено сердце Владислава Реймонта. Помимо этого, в костёле установлены эпитафии выдающимся полякам конца XIX - начала XX веков, в том числе Юлиушу Словацкому, Игнацию Крашевскому, Болеславу Прусу и Владиславу Сикорскому.
В 1889 году была реконструирована внешняя лестница, ведущая к главному входу; также вместо бетонной была установлена бронзовая скульптура Христа работы Пиюса Велёнского.  
Уже в первые дни Второй мировой войны храм был поврежден. Были утрачены «Тайная вечеря» Франциска Смуглевича и «Распятие» Ежи Семигиновского. Во время Варшавского восстания храм был одним из немецких опорных пунктов. 23 августа 1944 года он был захвачен повстанцами. 6 сентября 1944 года немцы взорвали в храме две гусеничные мины «Голиаф», начинённые фугасной взрывчаткой. В результате взрыва был повреждён главный фасад, обрушился свод нижнего храма, уничтожены Большой алтарь и боковые алтари св. Роха и св. Винсента де Поля, также были утрачены многие предметы барочной обстановки. В январе 1945 года церковь пострадала от ещё одного взрыва.
После окончания войны масштаб разрушения был оценён примерно в 45 %. Уже в 1945 начались работы по воссозданию храма, и к 1950 году здание было восстановлено в упрощенном архитектурном виде по проекту архитектора Б. Зборовского. Интерьер также был упрощён, барочная полихромия и фрески не восстанавливались. Реконструкция продолжалась до 1953 года; главный алтарь был восстановлен в 1960–1972 годах.
В 1965 году среди старшеклассников, посещавших занятия по катехизации при приходе св. Кшижи, возникла идея создания здесь студенческого центра (после войны в Польше существовали лишь тайные и неформальные подобные сообщества). Студенты начали собираться в церкви с осени 1965 года, тем самым положив начало сообществу «Древо жизни» (Drzewo życia).
В 2003 году папа Иоанн Павел II предоставил церкви статус Малой базилики.
По традиции 17 октября, в день смерти Фридерика Шопена, в церкви служится торжественная месса, во время которой исполняется «Реквием» Моцарта.

## Статуя Иисуса Христа

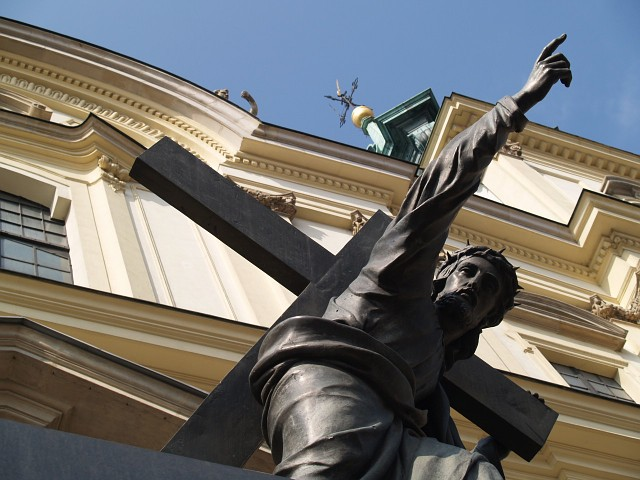
Статуя Христа

Перед храмом в 1858 году установлена статуя Иисуса Христа, несущего крест, отлитая из бетона в мастерской Ферранте Маркони по проекту Анджея Прушинского на средства Анджея Замойского. После нескольких лет на скульптуре появились трещины. На страницах журнала «Вендровец» были помещены призывы к пожертвованиям для отливки скульптуры в бронзе. В 1887 году психически больной мужчина повредил скульптуру, оторвав руку Христа. Это ускорило принятие решения о выполнении отливки в бронзе. Статуя точно воспроизведена в 1889 году в Риме Пиюсом Велёнским. Памятник установлен 2 ноября на новом фундаменте из чёрного гранита, спроектированном Стефаном Шиллером, с позолоченной надписью Sursum Corda (вверх сердца).
Бетонная статуя Христа перевезена в Крушины и размещена на склепе Любомирских. Сейчас находится перед тамошним костёлом Святого Матфея Апостола. 

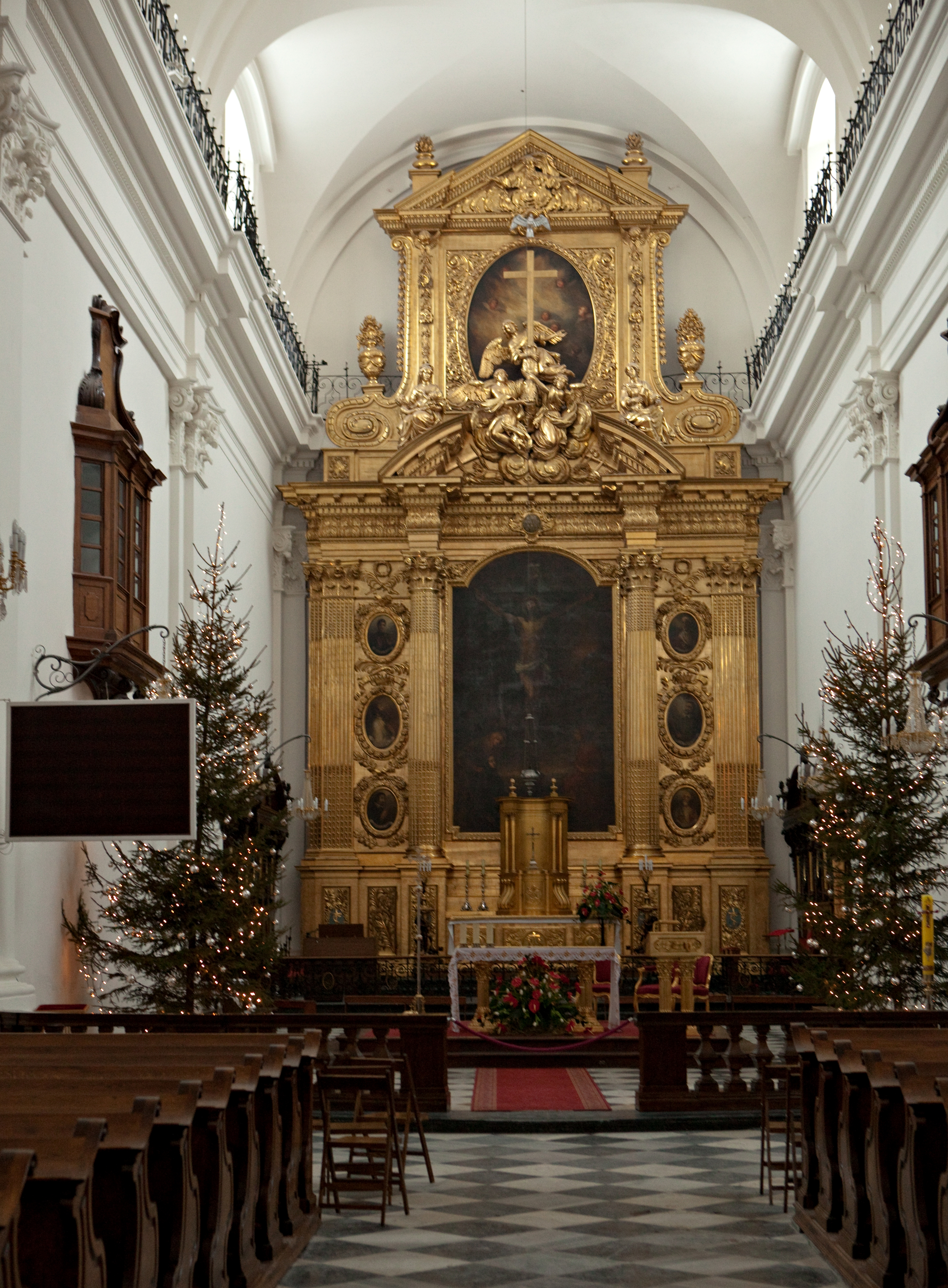
Центральный алтарь

В сентябре 1944 года в результате детонации «Голиафа» бронзовая фигура Христа упала на мостовую и лежала с рукой, вознесённой вверх, указывая на надпись на цоколе. 22 октября 1944 года немцы вывезли её из Варшавы с целью переплавки, однако вместе с памятником Николаю Копернику выбросили в придорожный ров в Гайдуках Низких, где статуи были найдены польскими солдатами. Оба памятника были перевезены в Варшаву и отреставрированы в мастерской братьев Лопенских. Статуя заново предстала перед костёлом 19 июля 1945 года и была освящена в присутствии президента Республики Польша Болеслава Берута и представителей правительства, прибывших на открытие памятника Николаю Копернику.

## Алтарь Отечества
В начале XXI века в базилике продолжалась реконструкция уничтоженного во время варшавского восстания алтаря Святейшего Сакраменто и Святой Троицы в правом нефе, в своё время изготовленного по проекту Тильмана Гамерского. Завершение восстановления храма и полное воспроизведение алтаря должны были стать чествованием 25-й годовщины понтификата Иоанна Павла II и предоставления статуса Малой базилики. В марте 2004 года по просьбе прихожан Иоанн Павел II подписал торжественный акт о восстановлении алтаря Святейшего Сакраменто. Он высказал также пожелание, чтобы с учетом исключительного значения храма для Варшавы и всей Польши алтарь был назван алтарём Отечества.